# جون يونغ (دراج)
جون يونغ (بالإنجليزية: John Young)‏ هو دراج أسترالي، ولد في 1936، وتوفي في 29 يناير 2013.

## وصلات خارجية
- جون يونغ على موقع أرشيف الدراجات (الإنجليزية)